# 신호소

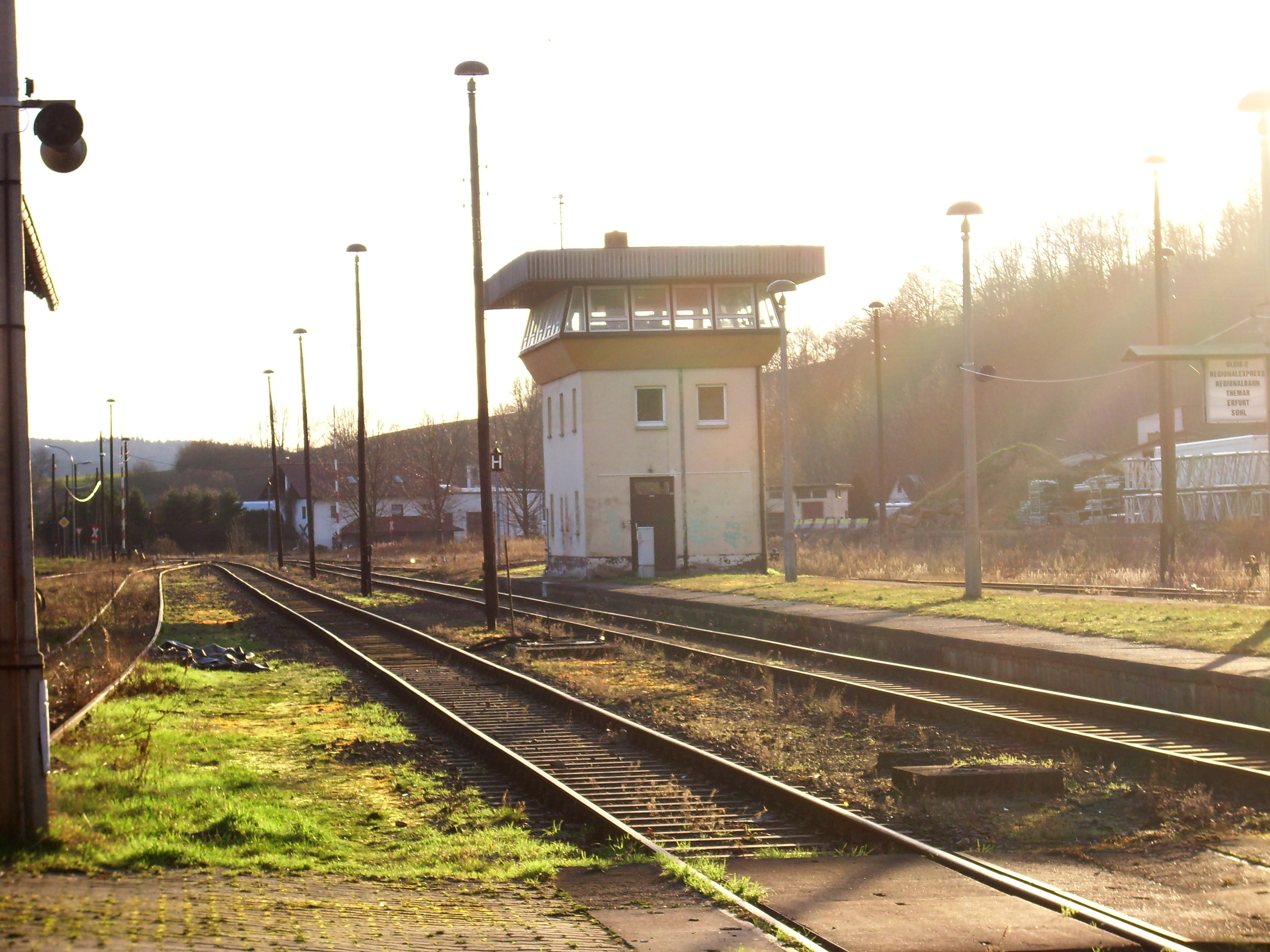

신호소(Signal Box, 信號所)는 운전취급 가운데 선로의 분기와 합류만을 위해 설치되는 철도시설의 한 종류이다. 대체로 역사는 있으나, 승강장 등 역이 갖추는 기본적인 시설이 없는 경우가 많다. 최근, 철도의 CTC화로 인하여 별도로 신호소를 편제하는 경우는 없으며, 이 경우 선로 상에서 분기와 합류가 일어나는 곳을 도중분기 혹은 분기점으로 칭한다.

## 신호장과의 관계
신호장은 보통 복선 노선에서 상하행 열차가 서로 교행할 수 있도록 한 역의 일종이다. 하지만 신호소는 서로 같은 곳에서 온 선로가 두 개 이상으로 나뉠 때 열차가 충돌하지 않도록, 열차의 정지 및 출발을 할 수 있게 신호 시설을 설치한 곳이다. 일반적으로 신호소는 신호장과 혼동되는 경우가 많지만, 둘은 다른 종류이다.

## 나라별 신호소 목록

### 대한민국
- 미전역 (경부선, 미전선)
- 북송정역 (경전선, 호남선)
- 북영주역 (영동선, 중앙선)
- 용강신호소 (경전선, 덕산선)
- 신대신호소 (평택선, 경부선)
- 청량신호소 (영동선)
- 진남역 (문경선, 가은선) : 현재 영업 중지

## 같이 보기
- 철도 신호